# Dieter Sänger
Dieter Sänger (* 5. Januar 1949 in Niederschelden) ist ein deutscher evangelischer Theologe und Professor für Theologie- und Literaturgeschichte des Neuen Testaments an der Theologischen Fakultät der Christian-Albrechts-Universität zu Kiel. Bis 2015 war er Direktor des Instituts für Neutestamentliche Wissenschaft und Judaistik.

## Leben
Sänger studierte evangelische Theologie in Wuppertal, Göttingen und Heidelberg. Anschließend war er an der Heidelberger Theologischen Fakultät Assistent bei Christoph Burchard und wurde 1979 mit einer religionsgeschichtlichen Untersuchung zum hellenistisch-jüdischen Roman Joseph und Aseneth zum Dr. theol. promoviert. Nach sechsjähriger Tätigkeit als Gemeindepfarrer in der Evangelischen Kirche von Baden übernahm er eine Dozentur für Biblische Theologie mit dem Schwerpunkt Neues Testament an der Universität Flensburg. Von 1992 bis 1993 war er Akademischer Rat am Fachbereich Evangelische Theologie der Johannes Gutenberg-Universität Mainz. Er habilitierte sich 1993 an der Theologischen Fakultät Kiel mit einer exegetischen Studie zum Verhältnis von Kirche und Israel bei Paulus und im frühen Christentum. 1994 folgte Sänger einem Ruf auf eine Professur für Neues Testament an der Justus-Liebig-Universität Gießen. Im Jahre 1999 wechselte er an den Fachbereich Evangelische Theologie der Johann Wolfgang Goethe-Universität Frankfurt am Main. Von 1. April 2000 bis 30. September 2015 hatte er den Lehrstuhl für Theologie- und Literaturgeschichte des Neuen Testaments an der Theologischen Fakultät Kiel inne. Im WS 2003/04 nahm er eine Gastprofessur an der Päpstlichen Universität San Anselmo/Dormitian Church in Jerusalem wahr. Von 1996 bis 1997 war er Dekan des Fachbereichs Evangelische und Katholische Theologie der Universität Gießen, von 2008 bis 2010 Dekan der Theologischen Fakultät Kiel.
Sänger ist Mitglied verschiedener Wissenschaftsorganisationen und stellvertretender Vorsitzender der Societas Theologicum Ordinem Adiuvantium (S.T.O.A.), dem Förderverein der Theologischen Fakultät Kiel. Von 1996 bis 2000 war er Chairman der SNTS-Seminargruppe „Paul among Diaspora Jews“, von 2001 bis 2006 Leiter der Projektgruppe „Biblische Intertextualität“ der Wissenschaftlichen Gesellschaft für Theologie und von 2004 bis 2006 Mitglied im Editorial Board der New Testament Studies. Seit 2011 ist er Co-Chairman und Mitkoordinator des interdisziplinären Verbundprojekts „The Eucharist – its Origin and Contexts“.

## Wirken
Sängers Forschungsschwerpunkte liegen im Bereich des hellenistischen Judentums, der paulinischen Theologie und der Geschichte des Urchristentums im Kontext der griechisch-römischen Antike. Sein besonderes Interesse gilt darüber hinaus der Septuaginta und ihrer Rezeption im Corpus Neotestamenticum.

## Publikationen (Auswahl)
- Antikes Judentum und die Mysterien. Religionsgeschichtliche Untersuchungen zu Joseph und Aseneth (WUNT II/5), Tübingen 1980.
- Zwischen Selbstverwirklichung und Unterordnung. Zur Rolle der Frau in der griechisch-römischen Antike (AFFF 6), Flensburg 1992.
- Die Verkündigung des Gekreuzigten und Israel. Studien zum Verhältnis von Kirche und Israel bei Paulus und im frühen Christentum (WUNT 75), Tübingen 1994.
- (Hg.) Heiligkeit und Herrschaft. Intertextuelle Studien zu Heiligkeitsvorstellungen und zu Psalm 110 (BThSt 55), Neukirchen-Vluyn 2003.
- (Hg.), Gottessohn und Menschensohn. Exegetische Studien zu zwei Paradigmen biblischer Intertextualität (BThSt 67), Neukirchen-Vluyn 2004.
- (mit U. Mell hg.), Paulus und Johannes. Exegetische Studien zur paulinischen und johanneischen Theologie und Literatur (WUNT 198), Tübingen 2006.
- (mit M. Konradt hg.), Das Gesetz im frühen Judentum und im Neuen Testament. FS für Christoph Burchard zum 75. Geb. (NTOA/StUNT 57), Göttingen 2006.
- Von der Bestimmtheit des Anfangs. Studien zu Jesus, Paulus und zum frühchristlichen Schriftverständnis, Neukirchen-Vluyn 2007.
- Paraleipomenon II. Das zweite Buch der Chronik, in: Septuaginta Deutsch. Das griechische Alte Testament in deutscher Übersetzung, Stuttgart 2009 (= 22010), 518–550.
- Paraleipomenon II. Das zweite Buch der Chronik: Erläuterungen, in: Septuaginta Deutsch. Erläuterungen und Kommentare zum griechischen Alten Testament, Bd. 1: Genesis bis Makkabäer, Stuttgart 2011, 1105–1164.
- (Hg.), Der zweite Korintherbrief. Literarische Gestalt – historische Situation – theologische Argumentation. FS für Dietrich-Alex Koch zum 70. Geb. (FRLANT 250), Göttingen 2012.
- Schrift – Tradition – Evangelium. Studien zum frühen Judentum und zur paulinischen Theologie, Neukirchen-Vluyn 2016.
- (mit D. Hellholm hg.), The Eucharist – Its Origins and Contexts. Sacred Meal, Communal Meal, Table Fellowship in Late Antiquity, Early Judaism, and Early Christianity. Vol. I – III (WUNT 376), Tübingen 2017.